# جون فرانكو
جون فرانكو (بالإنجليزية: John Franco)‏ هو لاعب كرة قاعدة أمريكي، ولد في 17 سبتمبر 1960 في بروكلين في الولايات المتحدة.

## وصلات خارجية
- جون فرانكو على موقع دوري كرة القاعدة الرئيسي (الإنجليزية)
- جون فرانكو على موقعبيزبول رفرنس.كوم (الدوري الرئيسي) (الإنجليزية)
- جون فرانكو على موقعبيزبول رفرنس.كوم (الدوري الثانوي) (الإنجليزية)
- جون فرانكو على موقع إي إس بي إن.كوم (أم.أل.بي) (الإنجليزية)
- جون فرانكو على موقع مشجعي الرسوم البيانية (الإنجليزية)